# Secrétariat d'État à la Sécurité sociale (Espagne)
Le secrétariat d'État à la Sécurité sociale et aux Retraites d'Espagne (en espagnol : Secretaría de Estado de la Seguridad Social y Pensiones) est le secrétariat d'État chargé de la sécurité sociale.
Il relève du ministère de l'Inclusion, de la Sécurité sociale et des Migrations.

## Missions

### Fonctions
Le secrétariat d'État à la Sécurité sociale est chargé de :
- la direction et la tutelle des entités gestionnaires et des services communs de la sécurité sociale détachés du ministère ; sans porter préjudice aux compétences attribuées aux autres ministères et services ;
- développer et diriger l'organisation juridique du système de la sécurité sociale ;
- diriger et coordonner la gestion des moyens financiers et des coûts de la sécurité sociale et des pensions ;
- la planification et de la tutelle de la gestion réalisée par des organismes collaborateurs de la sécurité sociale.

### Organisation
Le secrétariat d’État s'organise de la manière suivante : 
- Secrétariat d'État à la Sécurité sociale et aux Retraites (Secretario de Estado de la Seguridad Social y Pensiones) ;
  - Direction générale de la Réglementation de la Sécurité sociale ;
    - Sous-direction générale de la Règlementation juridique de la Sécurité sociale ;
    - Sous-direction générale des Budgets de la Sécurité sociale ;
    - Sous-direction générale des Entités collaboratrices de la Sécurité sociale ;
    - Sous-direction générale de la Planification et de l'Analyse économico-financière de la Sécurité sociale ;
    - Sous-direction générale du Suivi statistique de la Sécurité sociale ;
    - Sous-direction générale de la Promotion des fonds de pension de l'emploi ;

  - Contrôle général de la Sécurité sociale.

## Titulaires
| Titulaire                                              | Titulaire                        | Début      | Fin         | Parti |
| ------------------------------------------------------ | -------------------------------- | ---------- | ----------- | ----- |
|                                                        | Luis Gámir                       | 17/10/1978 | 06/01/1979  | UCD   |
|                                                        | José Barea Tejeiro               | 29/09/1981 | 20/06/1981  | UCD   |
|                                                        | José Antonio Sánchez Velayos     | 20/06/1981 | 19/12/1981  | UCD   |
|                                                        | Luis García de Blas              | 08/12/1982 | 30/08/1986  | PSOE  |
|                                                        | Adolfo Jiménez Fernández         | 30/08/1986 | 14/05/1996  | PSOE  |
|                                                        | Juan Carlos Aparicio             | 14/05/1996 | 26/02/2000  | PP    |
|                                                        | Gerardo Camps                    | 06/05/2000 | 28/06/2003  | PP    |
|                                                        | Fernando Castelló Boronat        | 28/06/2003 | 20/04/2004  | PP    |
|                                                        | Octavio José Granado Martínez    | 20/04/2004 | 31/12/2011  | PSOE  |
|                                                        | Tomás Burgos Gallego             | 31/12/2011 | 19/06/2018  | PP    |
|                                                        | Octavio José Granado Martínez    | 19/06/2018 | 15/01/2020  | PSOE  |
|                                                        | Israel Arroyo Martínez           | 15/01/2020 | 28/06/2022  | Sans  |
|                                                        | Francisco de Borja Suárez Corujo | 28/06/2022 | En fonction | Sans  |
| Titres successifs : - Depuis 1996 : Secrétariat d'État |                                  |            |             |       |